# Амброзијус Холбајн
Амброзијус Холбајн (Аугсбург, 1494 — Базел, 1519) је немачко-швајцарски сликар. Он је старији син сликара Ханс Холбајна Старијег и брат Ханс Холбајна Млађег.

## Биографија
Амброзијус Холбајн био је старији брат Ханса Холбајна Млађег и исто као и он родио се у баворском Аугсбургу, који је у то доба био средиште уметности, културе и трговине. Његов отац Ханс Холбајн Старији био је значајан немачки сликар на прелазу од готике у ренесансу. У његовом делу се он као и његов старији брат учио сликарству, златарству, раду са накитом и графици.
1515. године је боравио у Швајцарској у граду Стајн где је помагао сликару Томасу Шмиду у зидним сликама у свечаној сали овдашњег манастира. Сладеће године је отишао у Базел где је помагао у атаљеу Ханса Хербестера где је следеће године примљен у басилејски сликарски цех и ту је добио и овдашње држевљанство.
Ка најбољим делима овог доба спада слика „Портрет дечака са плавом косом“ и њена супротност „ Портрет дечака са смеђом косом“ и оба дела су данас у овдашњем музеју у Базелу.

## Главна дела
- Марија са дететом, Базел музеј уметности (1514)
- Портрет дечака са плавом косом, Базел музеј уметности (1516)
- Портрет дечака са смеђом косом, Базел музеј уметности (1517)
- Портрет Јорга Швајгера, Базел, музеј уметности (1518)
- Портрет младића, Дармштат, Хесов земаљски музеј (1515)
- Рођење криста, Донауешинген, Сликарска галерија (1514)
- Рођење криста, Минхен, Клерикарни семинар Георгианум
- Маријина смрт, Минхен, Клерикарни семинар Георгијанум
- Портрет Јоханеса Ксилотекта (Цимермана) Нирнберг, Германски национални музеј (1520)
- Портрет младића Петроград, Ермитаж (1518)
- Портрет младића (много пута приписивано је Хансу Хочбајну Млађем), Вашингтон, Национална галерија уметности
- Маријина смрт, Беч Галерија националних ликовних уметности

## Галерија
- Портрет дечака са плавом косом, 1516, Музеј уметности у Базелу
- Портрет дечака са смешом косом, Музеј уметности у Базелу, (1517)
- Портрет младића, уље на дрвету 43 x 32 цм, Петровград Ермитаж (1518)